# Чистая анархия
Чистая анархия (англ. Mere Anarchy) — сборник эссе Вуди Аллена, вышедший в издательстве Ebury Press в июле 2007 года.

## Описание
В состав сборника «Mere Anarchy» входят 18 эссе. Он вышел в 2007 году, через 25 лет после выхода предыдущего сборника рассказов Аллена.
По мнению обозревателя USA Today, «Mere Anarchy» имеет много общего с комедией Аллена «Бродвей Дэнни Роуз» 1984 года и понравится тем, кто «любит подобные вещи». Как и с однофунтовыми бутербродами с пастромой, подаваемыми в «Carnegie Deli», где был снят ряд сцен фильма «Бродвей Дэнни Роуз», с «литературным фарсом» Аллена в «Mere Anarchy» лучше «не перебарщивать»: «Это не книга, которую можно употребить за один или даже за два присеста».
По мнению литературного критика Адама Марса-Джонса, написавшего рецензию для The Observer, «Mere Anarchy» является сборником «неубедительных пародий», только одна из которых является смешной. Рецензент полагает, что даже в «маленьких дозах» фельетоны Аллена «больше раздражают чем развлекают», а тем более — целый сборник. По мнению Марса-Джонса, Вуди Аллену надо предварительно тестировать материал, читая его на публике, а, может быть, даже «нанять писателя получше».

## Издания книги
- Allen W. Mere Anarchy. — Ebury Press, 2007. — 163 с.